# 克萊恩冰川
克萊恩冰川（英語：Klein Glacier）是南極洲的冰川，位於南極高原邊緣附近，向西北流動，最終在拉戈斯山脈以南注入斯科特冰川，該冰川以美國上尉命名。